# Герстман, Адольф Иосиф
Адольф Иосиф Герстман (нем. Adolf Josef Gerstmann; 31 июля 1855, Остров (Прусская Познань) — 1921, Штутгарт) — немецкий писатель, драматург, литературный критик, переводчик, театральный деятель.

## Биография
После окончания столичной гимназии, изучал философию и литературу в университете Берлина.
С 1879 работал журналистом в «Klein Journal», фельетонистом и театральным критиком в «Berliner Nationalzeitung» и корреспондентом «Pester Lloyd».
Был драматургом Берлинского театра и Stuttgarter Hoftheater и президентом Немецкого исторического театрального общества.
В 1881 — редактор издания «Nationalzeitung». С момента основания Берлинского театра (Berliner Theater) в 1888 стал его директором, а потом был назначен на ту же должность в Придворном театре в Штутгарте.
Специалист по истории драмы. В 1891 получил звание профессора.

## Творчество
Писать стихи начал, еще будучи гимназистом, напечатал патриотический гимн «Preussen in Paris», который 15 сентября 1870 был исполнен впервые в Königstädter Theater, а потом в течение нескольких месяцев исполнялся в большинстве немецких театров. Успех молодого Герстмана побудил его окончательно посвятить себя литературе, и он выпустил ряд комедий и фарсов, имевших шумный успех.
Будучи горячим поклонником Ивана Тургенева и А. Додэ, Герстман не только перевел некоторые из их произведений на немецкий язык, но и переделал многие, приспособив их к постановке на сцене.

## Избранные произведения
Автор драм, комедий, многих рассказов, эссе и рецензий.

### Драмы
- «Preussen in Paris»
- «Ein Bild des Lebens»
- «Auf Verbotenen Wegen»
- «Die Leute von Hohenselchow» (1884);

### Комедии
- «Vergesslich»
- «Zwei Lebensretter»
- «Der Ehestifter»
- «Der Kernpunkt»
- «Die Komödie Seiner Durchlaucht» (в соавторстве с Мишелем Kлаппом) и др.